# Хёхштеттен (Берн)
Хёхштеттен (нем. Höchstetten BE) — коммуна в Швейцарии, в кантоне Берн.
Входит в состав округа Бургдорф. Население составляет 265 человек (на 31 декабря 2006 года). Официальный код — 0410.